# Провіденс (Кентуккі)
Провіденс (англ. Providence) — місто (англ. city) в США, в окрузі Вебстер штату Кентуккі. Населення — 2892 особи (2020).

## Географія
Провіденс розташований за координатами 37°23′57″ пн. ш. 87°45′6″ зх. д. / 37.39917° пн. ш. 87.75167° зх. д. (37.399080, -87.751666).  За даними Бюро перепису населення США в 2010 році місто мало площу 15,74 км², з яких 15,61 км² — суходіл та 0,13 км² — водойми.

## Демографія
Згідно з переписом 2010 року, у місті мешкали 3193 особи в 1355 домогосподарствах у складі 872 родин. Густота населення становила 203 особи/км².  Було 1592 помешкання (101/км²).
Расовий склад населення:
| - 82,3 % — білих - 13,6 % — чорних або афроамериканців - 0,4 % — азіатів - 0,3 % — вихідців з тихоокеанських островів - 0,3 % — корінних американців |

До двох чи більше рас належало 2,1 %. Частка іспаномовних становила 1,9 % від усіх жителів.
За віковим діапазоном населення розподілялося таким чином: 23,5 % — особи молодші 18 років, 57,9 % — особи у віці 18—64 років, 18,6 % — особи у віці 65 років та старші. Медіана віку мешканця становила 41,5 року. На 100 осіб жіночої статі у місті припадало 89,9 чоловіків;  на 100 жінок у віці від 18 років та старших — 85,3 чоловіків також старших 18 років.
Середній дохід на одне домашнє господарство  становив 41 174 долари США (медіана — 29 459), а середній дохід на одну сім'ю — 48 457 доларів (медіана — 38 516). За межею бідності перебувало 31,2 % осіб, у тому числі 54,7 % дітей у віці до 18 років та 12,6 % осіб у віці 65 років та старших.
Цивільне працевлаштоване населення становило 1177 осіб. Основні галузі зайнятості: освіта, охорона здоров'я та соціальна допомога — 23,6 %, виробництво — 19,9 %, мистецтво, розваги та відпочинок — 9,7 %, транспорт — 9,4 %.